# Cedria anomala
Cedria anomala är en stekelart som beskrevs av Wilkinson 1935. Cedria anomala ingår i släktet Cedria och familjen bracksteklar. Inga underarter finns listade.